# Opanak

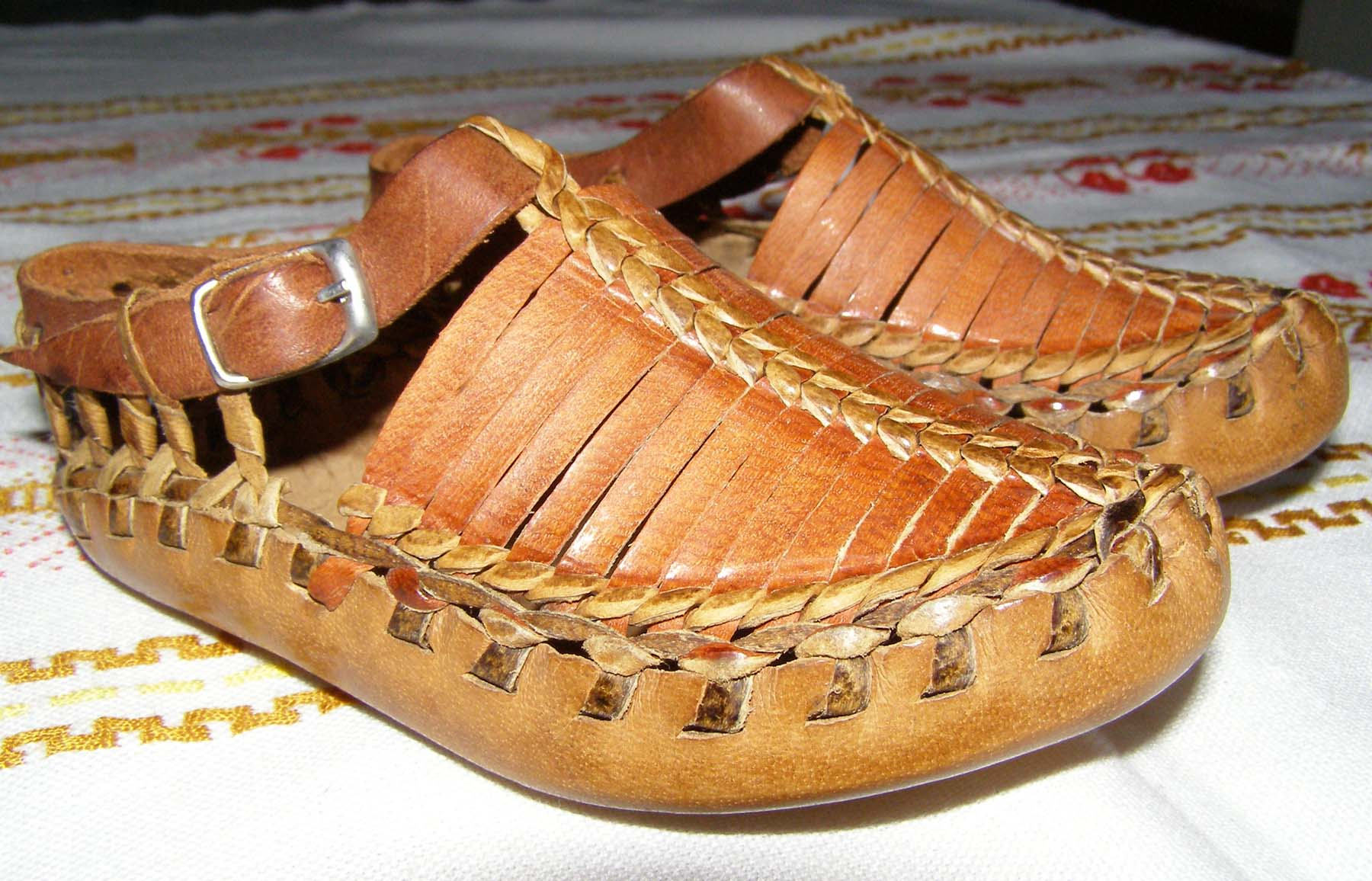
Opanci con estremità piatta, della Macedonia del Nord

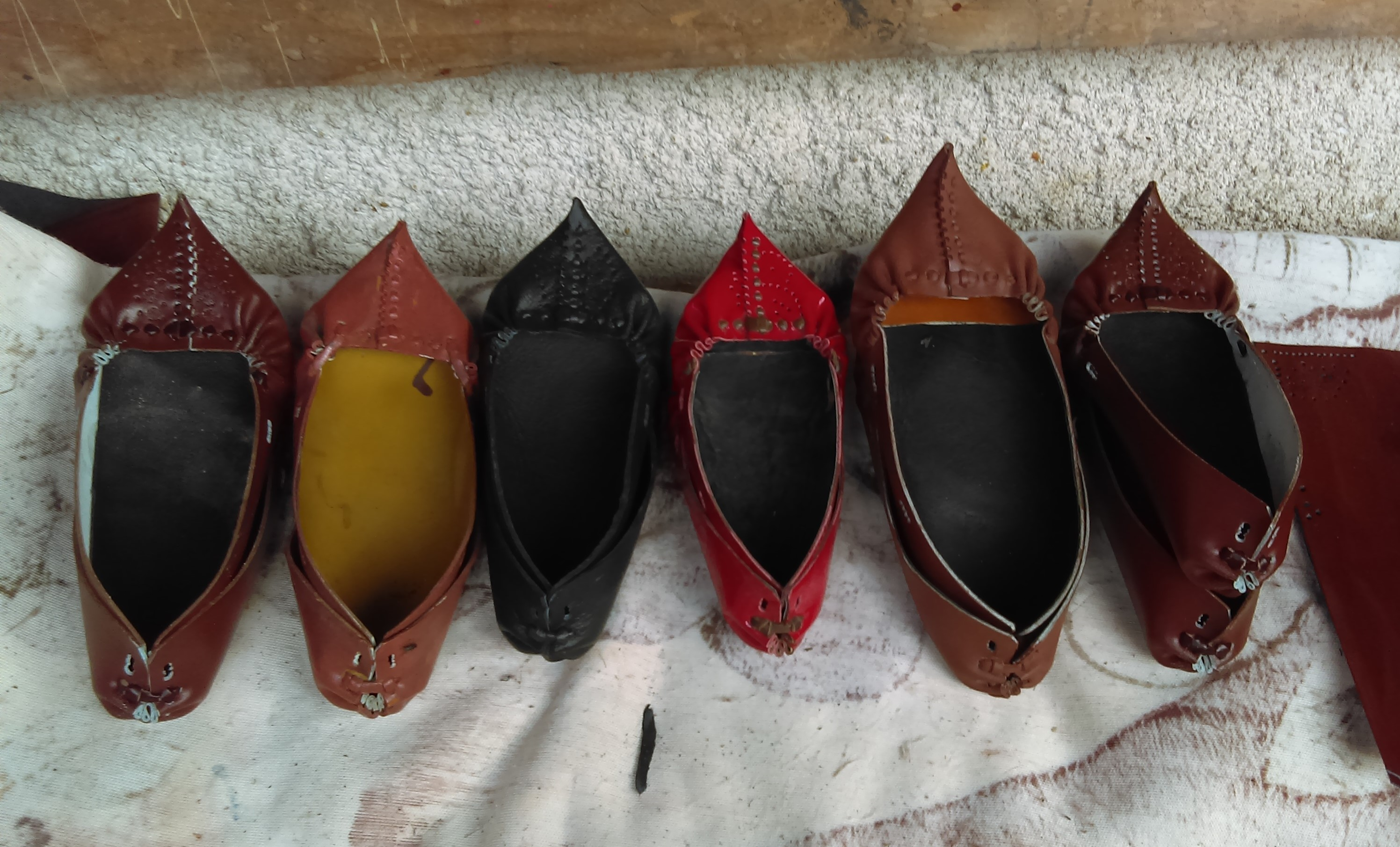
Opinci della Romania.

Opanak (Опанак), comunemente utilizzato al plurale Opanci (Опанци) in serbo-croato e in sloveno, Opinki (Опинки) in bulgaro, Opinci (Опинци) in macedone, Opinci in romeno, Opinga in albanese o Çarık in turco, Tsarouchi (Τσαρούχι) in greco e Tsâruhi in aromeno sono un tipo di calzature tradizionali contadine indossate e diffuse nella penisola balcanica. Il modello può variare da una regione all'altra, ma esse sono solitamente realizzate in pelle e si caratterizzano per il bordo arricciato e la punta. Vengono fissate al piede grazie a delle stringhe, anche se non tutti i modelli le possiedono. Sono considerate un simbolo della cultura tradizionale contadina per molti albanesi, aromeni, bosniaci, bulgari, croati, greci macedoni, romeni e serbi.

## Etimologia
Il termine nelle lingue slave meridionali, in romeno e in albanese deriva dalla parola proto-slava *opьnъkъ (opinuku). La quale sarebbe composta dalle seguenti parti:
- la preposizione/prefisso *o(b) - "intorno, su, ecc." con la *b finale assimilata per geminazione consonantica e trasformata in *pp e semplificato a *p
- *-pьn-, cedendo serbo-croato -pan- con un jer forte *ь vocalizzato in /a/. *-pьn- è la forma apofonica della radice del verbo *pęti (dal forma anteriore *pen-ti), che in origine significava "estendere, allungare, sforzare"[2]
- *-ъkъ, si tratta di suffisso slavo

Quindi potrebbe significare approssimativamente "calzature da arrampicata" o "calzature realizzate con materiale allungato/teso (pelle di animale)". 
Inoltre è stato suggerito che l'etimologia della parola potrebbe derivare dal termine proto-albanese *api (albanese moderno: hapi), che significa "passo".

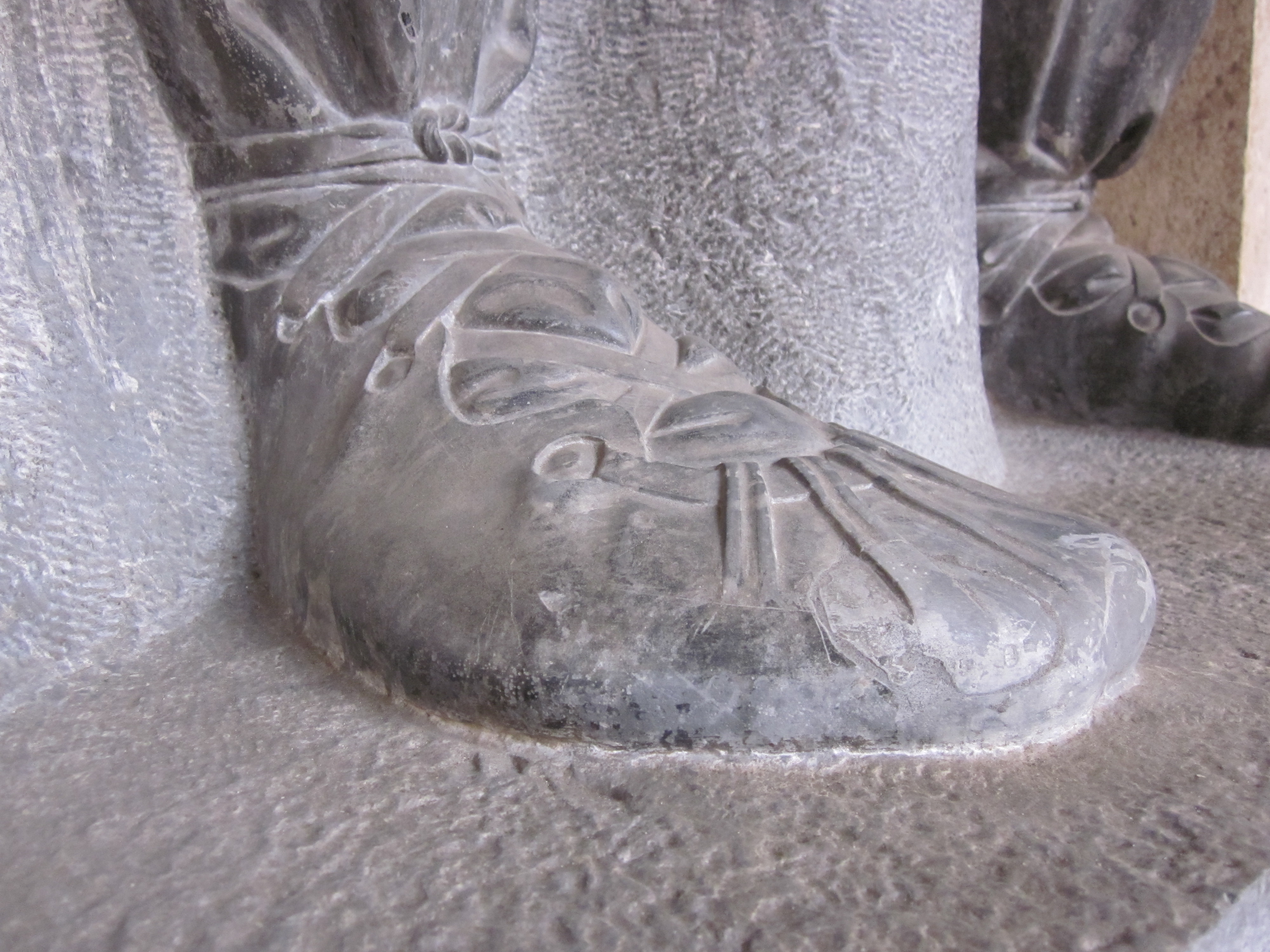
Particolare di una scultura dei Musei Capitolini, mocassini daci